# Guy Holmes
Guy Gorham Holmes (Ilford, 1º dicembre 1905 – Hastings, 22 novembre 1967) è stato un calciatore inglese, di ruolo difensore.

## Carriera

### Nazionale
Venne convocato nella Nazionale britannica che partecipò ai Giochi olimpici del 1936.